# Bachata (glasba)
Bachata [bačata] je glasbena zvrst popularne latinskoameriške glasbe, ki se je pojavila v začetku 20. stoletja v Dominikanski republiki in se je razširila v druge dele Latinske Amerike. V začetku 21. stoletja se je razširila tudi v nekatere sredozemske države Evrope. Priljubljena je postala na podeželju in podeželskih naseljih Dominikanske republike. Tematika Bachate je pogosto romantična, posebej pogoste so zgodbe o srčni bolečini, žalosti in ljubezni. Izvirni izraz za ime tega žanra je bil "amargue" ("grenkoba" ali "grenka glasba"), dokler ni prišel v uporabo razpoloženjsko nevtralen izraz bachata. Skupaj s tovrstnim žanrom je postala popularna tudi oblika plesa, ki se je razvijala in spreminjala skupaj z glasbo. Osnovna inštrumenta za glasbo pri bachati sta kitara in bongo. 

## Nekateri pionirji zvrsti

### Popularni izvajalci
- Aventura
- Monchy y Alexandra
- Toby Love
- Elvis Martinez
- Frank Reyes
- Andy Andy
- Prince Royce
- Carlos & Alejandra

### Izvajalci klasične bachate
- Edilio Paredes eden od začetnikov bachate
- Eladio Romero Santos, začetnik t. i. Bachate Merengue na kitari
- Leonardo Paniagua, začetnik t. i. romantične Bachate
- José Manuel Calderón, prvi umetnik ki je posnel bachato
- Raulín Rodríguez
- Anthony Santos
- Luis Vargas
- Zacarías Ferreira
- Yoskar Sarante